# Castillo de Rocabruna
El Castillo de Rocabruna se encuentra situado en el vecindario de Rocabruna, que forma parte del término municipal de Camprodón, entre el núcleo urbano de Camprodón y el vecino de Beget.
En concreto, el castillo domina una colina rodeada de riscos, el Tossal del Castillo, y su altitud (995 m.) ofrece al visitante unas vistas muy interesantes sobre el Pirineo y la Alta Garrocha. Sus orígenes se remontan al siglo X, hay documentación de 1070 aunque sus noticias son escasas en el los registros documentales y actualmente está abandonado. 
El nombre del castillo proviene del color del suelo, de las piedras del entorno y de las que forman parte de los muros el cual es muy ennegrecido o pardo. El acceso al castillo es bastante difícil, ya que el cerro se encuentra completamente rodeado de bosque, tan solo es posible llegar a través de un sendero medio abandonado que sube desde la base del monte, y que pasa por las casas de la Villa y Ca l'Arnet. Por debajo del monte transcurre el sendero GR-11, en su tramo Molló - Beget.

## Arquitectura
Arquitectónicamente, el castillo de Rocabruna muestra un conjunto notable de torres y muros. El elemento que más destaca de este conjunto es la torre del homenaje, situada en el límite de las murallas, de planta rectangular. Esta torre está medio hundida por un lado, pero aun es posible advertir algunas aspilleras. También se aprecian buena parte de los muros que dividían cada una de las dependencias que formaban parte de la fortificación. Una parte destacable del edificio es una pared con una antigua puerta. Este gran muro presenta un detalle constructivo interesante como es el "opus spicatum" (obra con forma de punta o espiga). Existen otros restos del muro de piedra, de la capilla de San Lorenzo y de la torre circular, muy deteriorada.

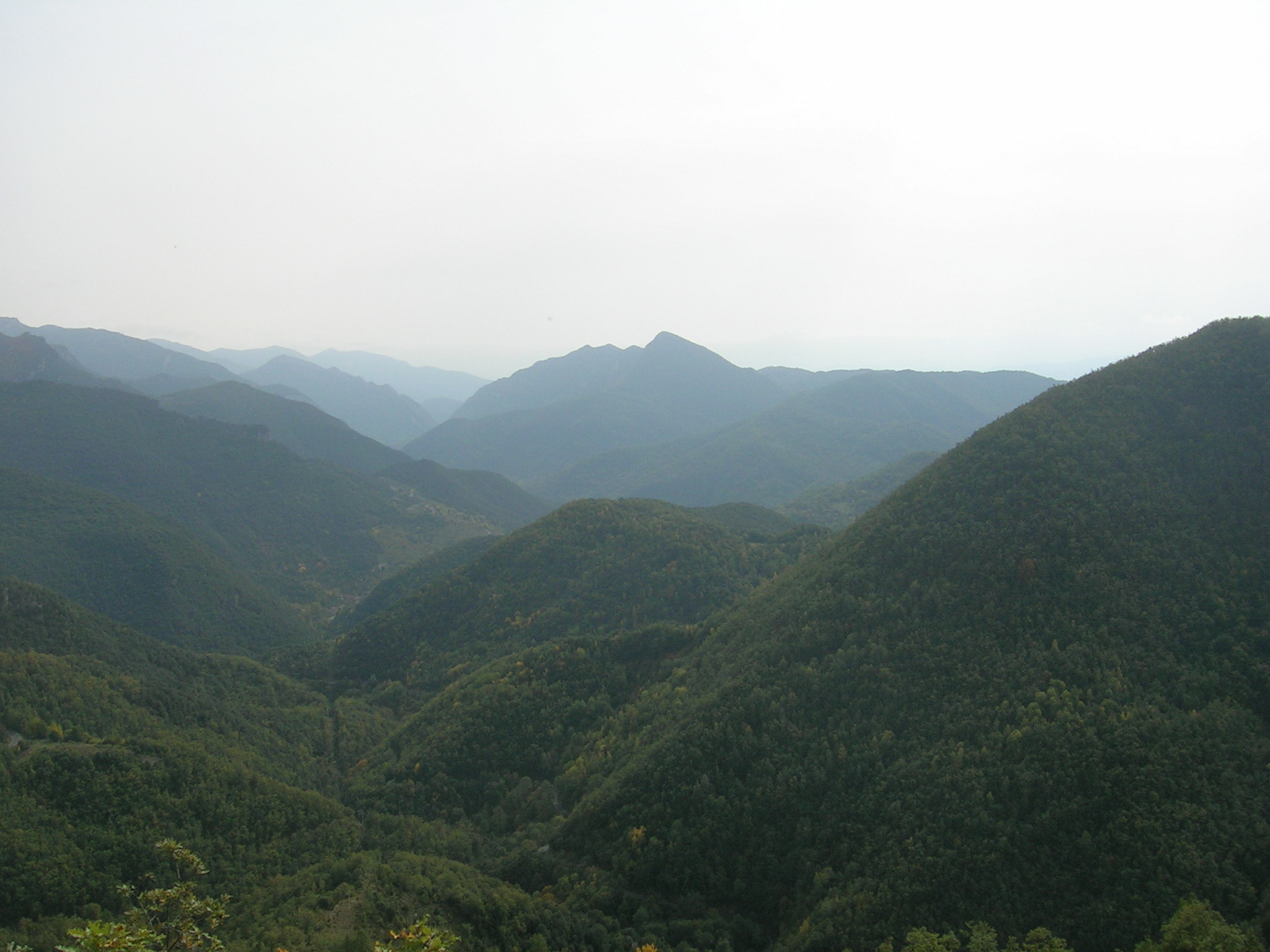
Vistas desde el Castillo de Rocabruna.

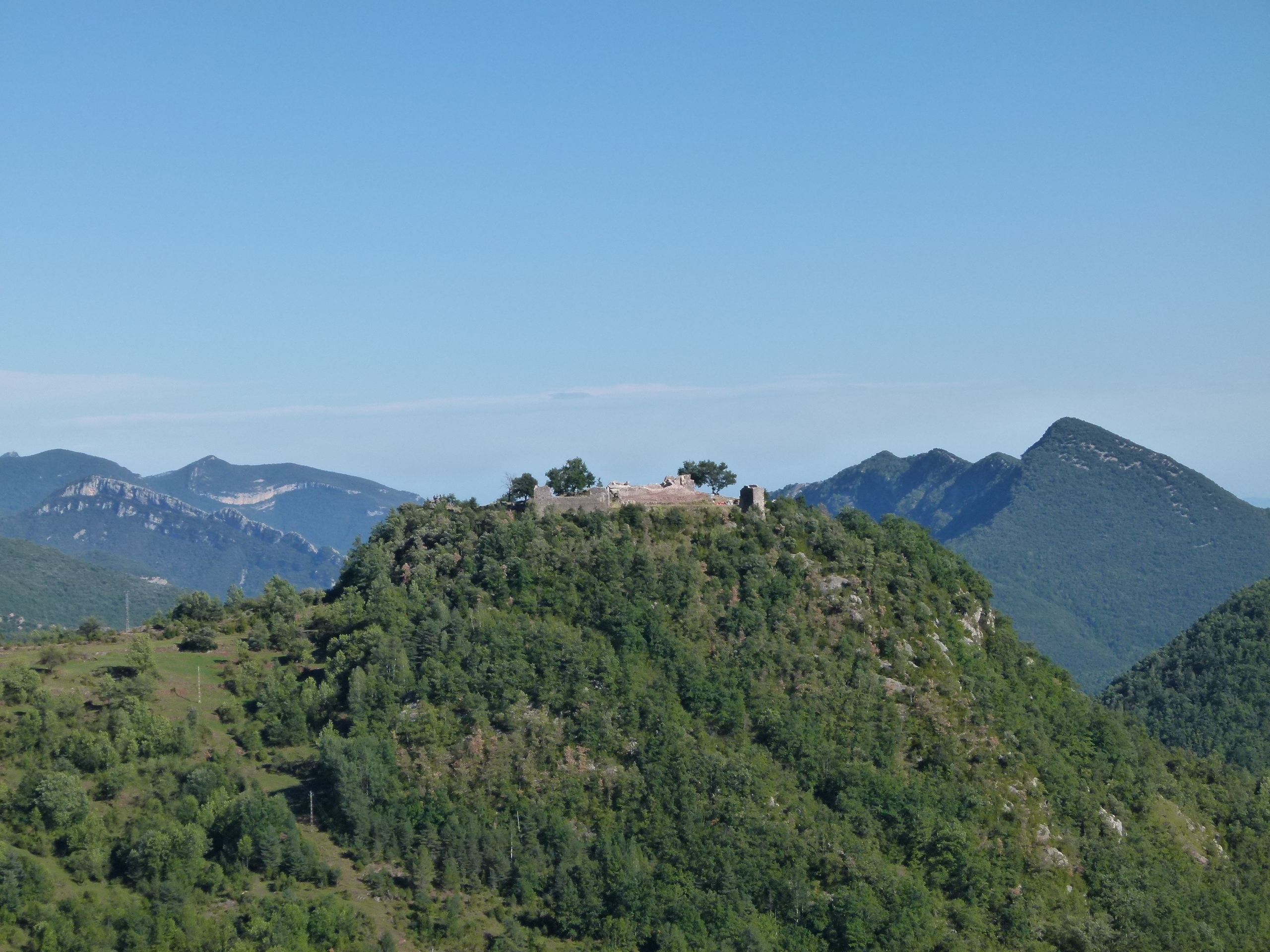
Vista de las ruinas del castillo desde la carretera de Beget

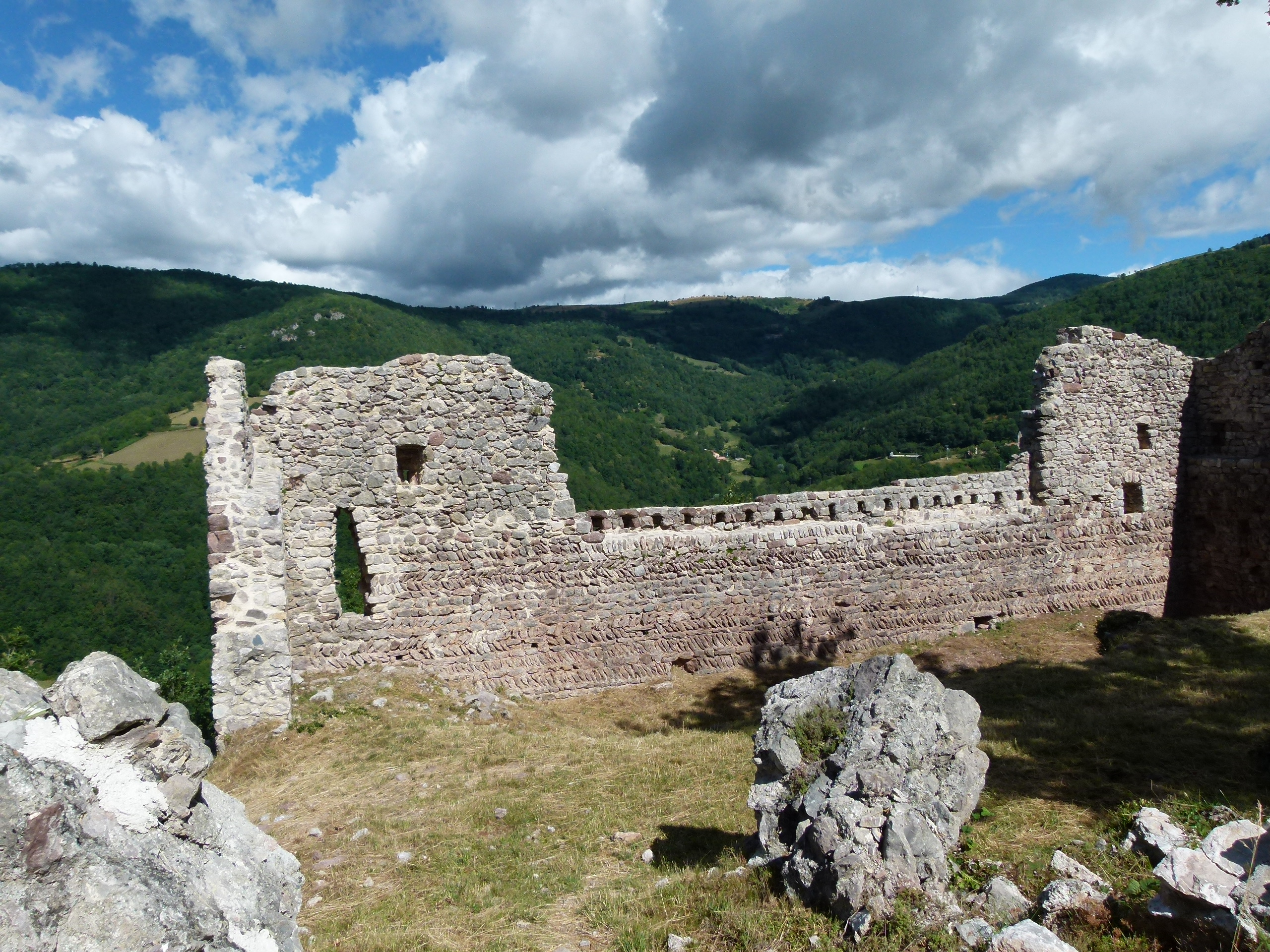
Muro del edificio de Poniente, en el recinto inferior (-)

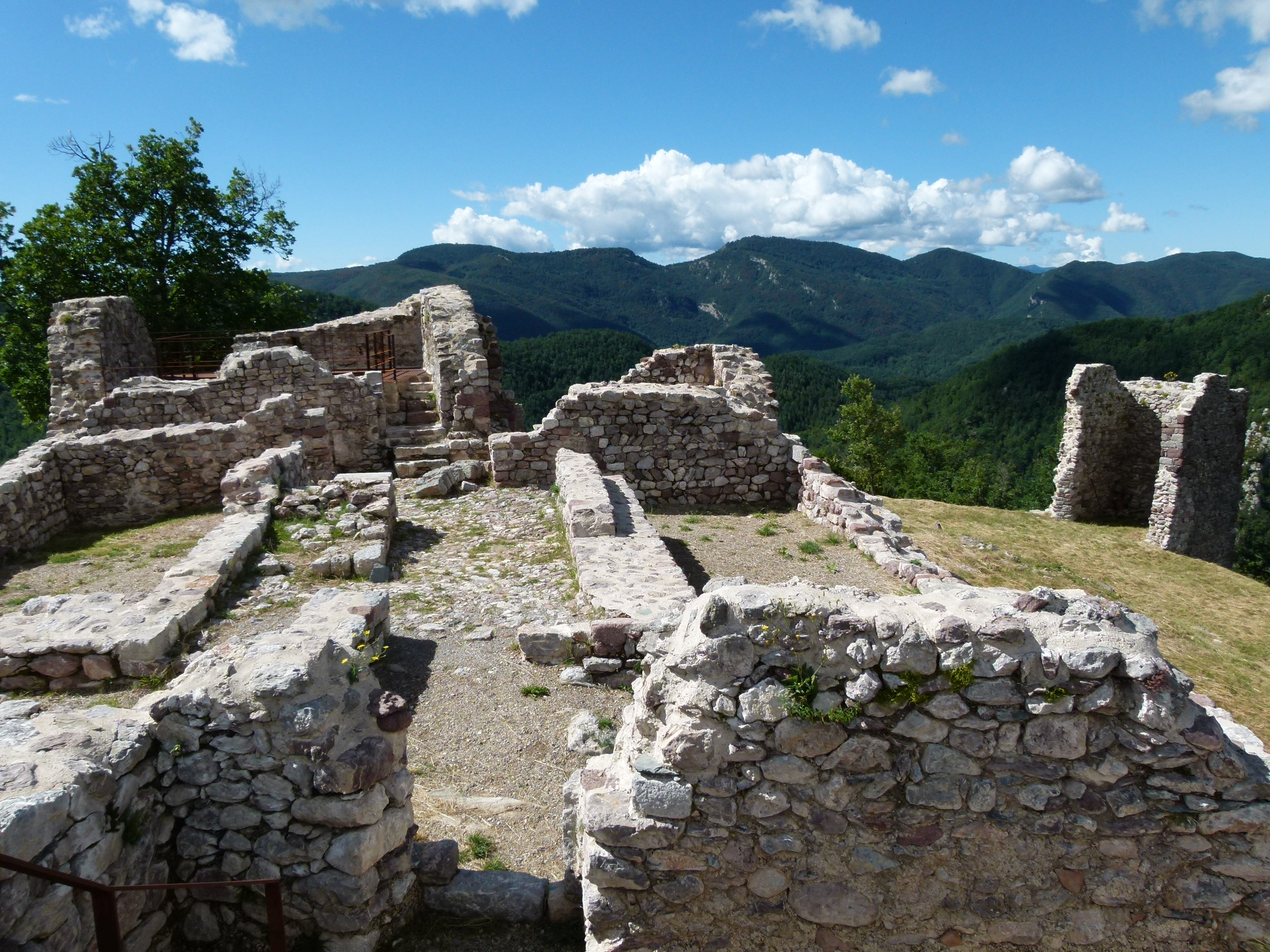
Recinto soberano o superior

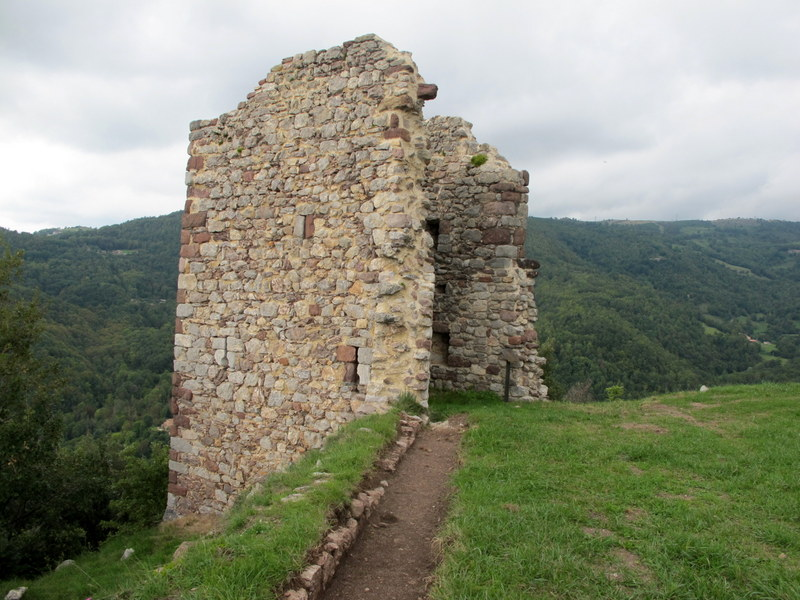
Torre del recinto inferior (-)

## Historia
Las principales noticias que se tienen del castillo, aun así dispersas, a parte del registro arqueológico, eran aquellas que detallaban los traspasos del mismo de un linaje a otro siendo algunos de ellos los linajes Rocabruna, Llers, Desbac, Decatllar entre otros.
La primera referencia escrita alude a un tal Pedro de Rocabruna el año 986 que acompañó Oliba Cabreta, Conde de Besalú, en la reconquista de Barcelona en manos de Almanzor.
- Arnau Arnau de Llers (1017- ?)[2] Juró fidelidad con este castillo a Bernat II de Besalú
- Raimon Adalbert (1111-1112).
- Guillermo Godofredo (1117-1131).
- Godofredo (1158).
- Arnald de Creixell (1198-1200).
- Guillem de Cervià (1258).
- Ermengol de Cervià (1258) que vende el castillo a Raimon de Milany (1258 a 1279).
- Marquesa (1279) hija de Raimon de Milany, que seguramente lo recibió como dote por su boda con Jaime de Besora.
- Jaume de Besora (1279-1308).
- Pedro de Rocabruna (1320-1354) que formó parte en la expedición a Cerdeña el año 1330.
- Dalmau de Rocabruna (1366).
- Ramón de Rocabruna (1377).
- Dalmau de Rocabruna (1399-1447) vendió el castillo en 1322 a Ramon de la familia Desbach.
- Pedro Desbach (1469-1477), fue conocido por su fidelidad a Juan II de Aragón y por su política pro remensas. Protagonizó incursiones armadas en el Vallespir y el Ripollés en San Juan, Camprodón, Olot y Ripoll.[2] Estas acciones le supondrán el título de Capitán General de la Montaña en 1471.[3]

A principios del siglo XVII el castillo pasó a la familia Descatllar por la boda de una hermana de Pedro Desbach con un Descatllar.
Hay otros señores del castillo que no se sabe exactamente en que años ejercieron la tenencia, como es el caso de Guillermo Gausfred que tuvo cierta importancia ya que fue el albacea de Ramon Berenguer III.
Tras el fin de la Guerra Civil Catalana el enclave pierde importancia y acabara siendo completamente abandonado en el siglo XVII para convertirse en una cantera para las poblaciones cercanas

## Leyendas
En el entorno del castillo se cuentan muchas leyendas. Una dice que en tiempos de los árabes, estando sitiada Rocabruna, sus habitantes hicieron una larga mina para bajar a buscar agua al río. Es la leyenda del sitio del hambre.
También se dice que en el castillo hay un tesoro enterrado. Es tan firme la creencia de que una vez cayó un rayo y los vecinos fueron con la esperanza de que el derribo de un lienzo de muralla interior hecho por el rayo hubiera expuesto al exterior el famoso tesoro.
En la Tuta de Maimona, bajo el risco de Coll de la Mola por delante de La Guardiola, en días de viento, se dice que salen duendes a recorrer aquellas cumbres envueltos en una gran sábana y que en la casa que los cogieran nunca más les faltaría ropa.

## Restauración
Siendo considerado un Bien Cultural de Interés Nacional (BCIN), el castillo fue cedido por la Dirección General del Patrimonio del Estado a la Diputación de Gerona en el año 1976, mediante el Decreto 141/1976, de 9 de enero, publicado en el Boletín Oficial del Estado del 5 de febrero. El Servicio de Monumentos de la Diputación de Gerona llevó a cabo una serie de excavaciones arqueológicas y trabajos de restauración entre los años 2006 y 2017, con el resultado de la adaptación del monumento para su visita tras la consolidación de los muros y una protección de los suelos al establecer unos niveles de circulación, construcción de unos miradores y la delimitación de un circuito de visita, así mismo se instalaron diversos carteles explicativos.
El proyecto estuvo a cargo del arquitecto Lluís Bayona, jefe del Servicio de Monumentos de la Diputación de Gerona, que coordinó los trabajos de consolidación, a cargo de Construccions Beget, con los arqueológicos que empezaron en el 2005 a cargo de la sociedad In Situ y que se realizaron anualmente desde el 2007.

## Restos Arqueológicos

### Cerámica
El material cerámico que se encuentra en el recinto arqueológico es significativamente menor al de otros tipos de residuos pero sirve para datar el último momento de uso del recinto en el horizonte de los siglos XV y XVI.

### Armamento
Las excavaciones antes mencionadas han aportado una gran cantidad de piezas de armamento medieval, en su mayoría del siglo XV, que a su vez causaron una elección en el material a restaurar llegando a delimitar el estudio a un tercio de las piezas extraídas.
En total se extrajeron:
- 68 piezas de armamento defensivo.
- 31 piezas de armamento ofensivo de los cuales 43 son piezas relativas a armas de lanzamiento.
- 17 piezas de herrería.

### Varios
Se han encontrado además de materiales numismáticos de datación tardomedieval, de la segunda mitad del siglo XV exactamente, elementos de otras categorías como son el vidrio y elementos lujosos de trabajo en hueso, revestimientos de muebles, fichas de juego para el tric-trac e incluso algún instrumento musical como es el caso de una flauta dulce ,o también conocida como de pico, hecha en hueso de cabra con una lujosa decoración.
A su vez se han encontrado un notable conjunto de objetos metálicos con objetos decorativos destinados a la vestimenta como pendientes, broches y hebillas, algunos objetos tienen una aleación de cobre como se ve en algunos alfileres, dedales, anillos y estiletes. Además de estos, hay otros objetos de hierro que van desde elementos de cocina hasta cerraduras de puertas.